# Башци (Трново, Источно Сарајево)
Башци је насељено мјесто у општини Трново, Република Српска, БиХ. Према попису становништва из 2013. године, у насељу Башци није било становника.

## Становништво
Према попису становништва из 1991. године, мјесто је имало 99 становника.
| Националност | 1991. |
| Муслимани    | 99    |